# Erdmantel
Als Erdmantel wird die mittlere Schale im chemischen Modell vom inneren Aufbau des Erdkörpers bezeichnet. Sie liegt zwischen Erdkruste und Erdkern und ist bei einer durchschnittlichen Mächtigkeit von 2.850 km (Tiefe der Mantel-Kern-Grenze: 2.898 km) die voluminöseste und massereichste dieser drei Schalen. Während die Kruste zu großen Teilen aus relativ aluminiumreichen Gesteinen granitischer (kontinentale Oberkruste) und basaltischer (ozeanische Kruste sowie kontinentale Unterkruste) Zusammensetzung besteht, ist das Material des Erdmantels aluminiumarm und dafür relativ eisen- und magnesiumreich. Das entsprechende ultramafische Gestein des Oberen Mantels wird als Peridotit bezeichnet. Der tiefere Mantel besteht aus Hochdruckäquivalenten des Peridotits. Der Großteil des Erdmantels ist, abgesehen von kleineren Regionen, in dem partielle Schmelzen vorkommen, fest, verhält sich jedoch über geologische Zeiträume hinweg betrachtet plastisch.

## Entstehung
Eine Art Proto-Erdmantel bildete sich vermutlich bereits vor 4,45 Milliarden Jahren, indem die leicht flüchtigen Bestandteile wie Wasserstoff, Kohlenstoff (in Form von Kohlendioxid und Methan), Stickstoff (einschließlich Ammoniak und Stickoxiden) und Edelgase größtenteils in die Ur-Atmosphäre entgasten und die siderophilen Elemente größtenteils zum damals noch vollständig flüssigen Erdkern absanken.

## Dimensionen und Temperaturen
Die Masse des Erdmantels beträgt ca. 4,08 · 1024 kg und damit rund 68 % der Gesamtmasse der Erde. Es herrschen Temperaturen zwischen mindestens mehreren 100 °C an der Mantelobergrenze und über 3500 °C an der Mantel-Kern-Grenze.
Obwohl diese Temperaturen insbesondere in tieferen Bereichen den Schmelzpunkt des Mantelmaterials bei atmosphärischen Bedingungen bei weitem übersteigen, besteht der Erdmantel fast ausschließlich aus festem Gestein. Der enorme lithostatische Druck im Erdmantel verhindert die Bildung von Schmelzen.

## Chemische Zusammensetzung

### Gesamtzusammensetzung
| Element | Anteil | Verbindung | Anteil |
| ------- | ------ | ---------- | ------ |
| O       | 44,80  | SiO2       | 46,00  |
| Si      | 21,50  | SiO2       | 46,00  |
| Mg      | 22,80  | MgO        | 37,80  |
| Fe      | 5,80   | FeO        | 7,50   |
| Al      | 2,20   | Al2O3      | 4,20   |
| Ca      | 2,30   | CaO        | 3,20   |
| Na      | 0,30   | Na2O       | 0,40   |
| K       | 0,03   | K2O        | 0,04   |
| Summe   | 99,70  | Summe      | 99,10  |

Das Gestein des Oberen Erdmantels besteht überwiegend aus ultramafischen Gesteinen (in erster Linie Peridotite und Pyroxenite). In diesen sind vor allem Olivin bzw. Hochdruckvarianten dieses Minerals, verschiedene Pyroxene und andere mafische Minerale enthalten. Im Tiefenbereich zwischen 660 und etwa 800 km werden Temperatur- und Druckbedingungen erreicht, bei denen diese Minerale nicht mehr stabil sind und daher durch Phasentransformationen zu anderen Mineralen umgewandelt werden (siehe Abschnitt Aufbau des Mantels und Phasenübergänge). Mantelgestein zeigt generell einen höheren Anteil an Eisen und Magnesium und einen geringeren Anteil an Silizium und Aluminium. Die Unterscheidung zwischen Erdkruste (SiAl und SiMa) und Erdmantel (SiFeMa) beruht im Wesentlichen auf dieser unterschiedlichen chemischen Zusammensetzung. Als Ursache für diesen Unterschied gelten magmatische Prozesse: Mantelgestein schmilzt partiell auf, wobei sich vor allem die silizium- und aluminiumreichen Gesteinsbestandteile aufgrund ihres geringeren Schmelzpunktes verflüssigen, als Magma aufsteigen und an oder relativ nahe der Oberfläche wieder erstarren. Über Jahrmilliarden hinweg haben sich so heutige Kruste und Mantel ausdifferenziert.

### Mantelreservoire
Die chemische Zusammensetzung des Erdmantels ist dabei aber keineswegs homogen. Wahrscheinlich entstanden bereits bei der Entstehung des Erdmantels Heterogenitäten, sodass von geochemischen Erdmantelreservoirs gesprochen wird, wobei durch unterschiedliche plattentektonische Prozesse unterschiedliche Reservoirs angezapft werden. Die Definition und Interpretation dieser Reservoire ist teilweise stark umstritten:
- DM oder DMM (Depleted Mantle – überwiegend Quellreservoir für Mittelozeanischer-Rücken-Basalte (MORB)) – an inkompatiblen Elementen verarmter Mantel[3]
- EM1 (Enriched Mantle 1) – vermutlich durch subduzierte ozeanische Kruste und pelagische Sedimente wieder angereicherter Mantel
- EM2 (Enriched Mantle 2) – vermutlich durch subduzierte obere kontinentale Kruste wieder angereicherter Mantel
- HIMU (high µ, gemeint ist ein hohes 238U/204Pb-Verhältnis) – vermutlich durch subduzierte ozeanische Kruste und metasomatische Prozesse veränderter Mantel; eventuell spielt auch das Alter der subduzierten Kruste eine Rolle (unterschiedliche Definitionen vorhanden)
- FOZO (focal zone) – unterschiedliche Definitionen vorhanden
- PREMA (prevalent mantle reservoir) – das vorherrschende Mantelreservoir[4][5][6]

Olivin-Spinell-Kristallisationstemperaturen von 1600 °C, die für Proben von kreidezeitlichen, nunmehr an den pazifischen Kontinentalrand Zentralamerikas akkretierten Basalten des Galapagos-Hotspots ermittelt wurden, legen nahe, dass einzelne sehr heiße archaische Mantelreservoirs bis mindestens ins späte Mesozoikum überdauert haben und mit Plumes in den oberen Erdmantel gelangt sind.

## Aufbau des Mantels und Phasenübergänge im Mantelgestein
Der Erdmantel wird in mehrere Schichten untergliedert, die sich weniger in ihrer chemischen Zusammensetzung als vielmehr in den mechanischen Eigenschaften und in der Kristallstruktur und Dichte der Minerale des Mantelgesteins unterscheiden. Hierbei wird grob in Oberen und Unteren Mantel unterschieden.
Die höchste Schicht des Oberen Mantels ist der lithosphärische Mantel. Er bildet zusammen mit der Erdkruste die Lithosphäre, die mechanisch vom übrigen Mantel entkoppelt ist. Das rheologische Verhalten des Lithosphärenmantels kann im Vergleich zum übrigen Mantel als starr bezeichnet werden. Zwar findet plastische Verformung statt, diese ist jedoch, im Gegensatz zum übrigen Mantel, der als Ganzes fließt, auf diskrete Bereiche (Scherzonen) beschränkt. Die Grenzfläche zwischen der unteren Erdkruste und dem lithosphärischen Mantel wird als Mohorovičić-Diskontinuität bezeichnet. Der Lithosphärenmantel selbst reicht in weniger als 100 bis über 300 km Tiefe. Bereits in den obersten 100 km des Mantels, das heißt noch innerhalb der Lithosphäre, finden infolge des zunehmenden lithostatischen Drucks Phasenübergänge der aluminiumhaltigen Minerale statt, durch die insbesondere der bei niedrigen Drücken bis knapp 1 GPa stabile Plagioklas zu Spinell wird, der bei 2,5 bis 3 GPa in Granat übergeht. Hiermit gehen kleinere Änderungen in den Mineralproportionen des Mantelgesteins einher (siehe dazu die Tabellen im Artikel über Peridotit). Die mittlere Dichte des Gesteins des Lithosphärenmantels beträgt 3,3 g/cm³.
An den Lithosphärenmantel schließt sich nach unten die relativ geringviskose und in geringen Teilen partiell aufgeschmolzene, ca. 100 bis 200 km mächtige Asthenosphäre an. Sie wird, weil sie sich durch auffällig geringe Geschwindigkeiten seismischer Wellen auszeichnet, auch Low Velocity Zone (LVZ) genannt. Die mittlere Dichte des Asthenosphärengesteins beträgt 3,3 g/cm³.
Die unterste Schicht des Oberen Mantels ist die sogenannte Mantelübergangszone. Sie ist in seismischen Profilen gegen die Asthenosphäre durch die sogenannte 410-km-Diskontinuität begrenzt, die die Phasentransformation des Olivins von der α-Phase in die dichtere β-Phase (Wadsleyit) markiert. In etwa 520 km Tiefe wandelt sich Wadsleyit in die wiederum dichtere γ-Phase des Olivins (Ringwoodit) um (520-km-Diskontinuität). Etwa in diesem Tiefenbereich bildet sich auch aus den anderen, kalziumhaltigen Mineralen Ca-Perowskit, der einige Volumenprozent ausmacht und als separate Phase auch im Unteren Mantel existiert. Bereits ab etwa 300 km Tiefe bilden Pyroxene und Granat nach und nach einen aluminiumarmen Mischkristall mit Granatstruktur (Majorit), der im größten Teil der Übergangszone zwischen 410 und 660 km und dem obersten Teil des Unteren Erdmantels stabil ist. Die mittlere Dichte des Mantelgesteins der Übergangszone beträgt 4,2 g/cm³.
An der 660-km-Diskontinuität zerfällt Olivin bzw. Ringwoodit schließlich in Perowskit und Ferroperiklas/Magnesiowüstit – diese prominente seismische Diskontinuität markiert die Grenze zwischen Oberem und Unterem Mantel. Der überwiegende Teil des Unteren Mantels wird auch Mesosphäre genannt (nicht zu verwechseln mit der gleichnamigen Schicht der Erdatmosphäre). Dort scheinen die Minerale des Mantelgesteins, bei einer mittleren Dichte von 5,0 g/cm³, keine Phasentransformationen mehr zu durchlaufen, die zu globalen Diskontinuitäten führen.
Eine mögliche Ausnahme ist die Transformation von Perowskit zu Post-Perowskit, die bei Drücken über 120 GPa stattfindet und eventuell die Ursache der sogenannten D″-Schicht an der Grenze zwischen Erdmantel und äußerem Erdkern ist.

## Mantelkonvektion
Bedingt durch einen Dichteunterschied (welcher vermutlich aus einem Temperaturunterschied resultiert) zwischen der Erdkruste und dem äußeren Erdkern findet im Erdmantel eine konvektive Stoffzirkulation statt, die nicht zuletzt durch die Fließfähigkeit des festen, duktilen Mantelmaterials über Jahrmillionen hinweg ermöglicht wird. Dabei steigt heißes Material aus der Nähe der Kern-Mantel-Grenze als Diapir in höhere Bereiche des Erdmantels auf, während kühleres (und dichteres) Material nach unten sinkt. Während des Aufstieges kühlt das Mantelmaterial adiabatisch ab. In der Nähe der Lithosphäre kann die Druckentlastung dazu führen, dass Material des Manteldiapirs partiell aufschmilzt (und dadurch Vulkanismus und Plutonismus verursacht).
Die Mantelkonvektion ist ein im Sinne der Strömungsmechanik chaotischer Prozess und ein Antrieb der Plattentektonik, wobei sowohl langzeitstabile als auch instabile Konvektionsmodelle diskutiert werden. Dafür ist auch das Absinken der alten, kalten und schweren ozeanischen Kruste an den Subduktionszonen bedeutsam. Die Bewegungen der Lithosphärenplatten des Erdmantels sind dabei partiell entkoppelt, da aufgrund der Rigidität der Lithosphäre sich eine solche Platte (die meisten umfassen sowohl kontinentale als auch ozeanische Kruste) nur als Ganzes bewegen kann. Die Lageänderungen der Kontinente liefern daher nur ein unscharfes Abbild der Bewegungen an der Obergrenze des Erdmantels. Die Konvektion des Erdmantels ist noch nicht im Einzelnen geklärt. Es gibt verschiedene Theorien, nach denen der Erdmantel in verschiedene Stockwerke separater Konvektion unterteilt ist.